# Lycianthes rimbachii
Lycianthes rimbachii là loài thực vật có hoa trong họ Cà. Loài này được Standl. mô tả khoa học đầu tiên năm 1937.